# 德鲁巴达斯
德鲁巴达斯是巴西南大河州的一个市镇。总面积361.284平方公里，总人口3378人，人口密度9.3人/平方公里。